# NGC 1763
NGC 1763 (другое обозначение — ESO 85-EN20) — эмиссионная туманность с погружённым звёздным скоплением в созвездии Золотая Рыба. Принадлежит Большому Магелланову Облаку. Туманность очень яркая, крупная, имеет неправильную форму. Видимые размеры составляют примерно 3,0-5,0 угловой минуты. Является частью крупной области звездообразования, называемой LMC-N11 (N11), которая была открыта Джеймсом Данлопом в 1826 году, а затем наблюдалась Джоном Гершелем в 1834 году. В каталогах туманность значится как LHA 120-N 11B или ESO 85-EN20.
Этот объект входит в число перечисленных в оригинальной редакции «Нового общего каталога».